# انجذاب (علم الاجتماع)
الانجذاب، أو التقارب، في علم الاجتماع هو مصطلح يشير إلى معنى «صلة الرحم» والاهتمامات المشتركة والعلاقات المشتركة بين الافراد.

## التسمية
الكلمة هي ترجمة لمصطلح affinity بالانكليزية والذي يمكن ترجمته إلى العربية بعدة معاني منها: "التقارب" و"الالفة" و"المصاهرة" والتآخي". ويختلف معناها في القانون التي لها معنى التزاوج.

## نظريات
في كتاباته حول الانجذاب الاجتماعي، حدد البروفيسور افيلا-ماكونيل المفهوم بأنه بصف التماسك الاجتماعي المعتمد على الواجب الأخلاقي العابر بين علم الاجتماعي التقليدي، علم النفس الاجتماعي.

## وصلات خارجية
- من هو جاري؟ الانجذاب المجتمعي (بالاكليزية). (1997).جايمس الآن فيلا-ماكونيل. ISBN 0-591-45078-X
- تقييم الانجذاب المجتمعي باستعمال التشكيل المجتمعي: اسلوب محدث (بالانكليزية). بيبر. مؤسسة سانتا في.